# (5893) Coltrane
(5893) Coltrane est un astéroïde de la ceinture principale.

## Description
(5893) Coltrane est un astéroïde de la ceinture principale. Il fut découvert par Zdeňka Vávrová le 15 mars 1982 à l'observatoire Kleť. Il présente une orbite caractérisée par un demi-grand axe de 2,605 UA, une excentricité de 0,0896 et une inclinaison de 14,062° par rapport à l'écliptique.
Il fut nommé en hommage au saxophoniste, alto puis ténor, John Coltrane (1926-1967).

## Compléments